# وید برت

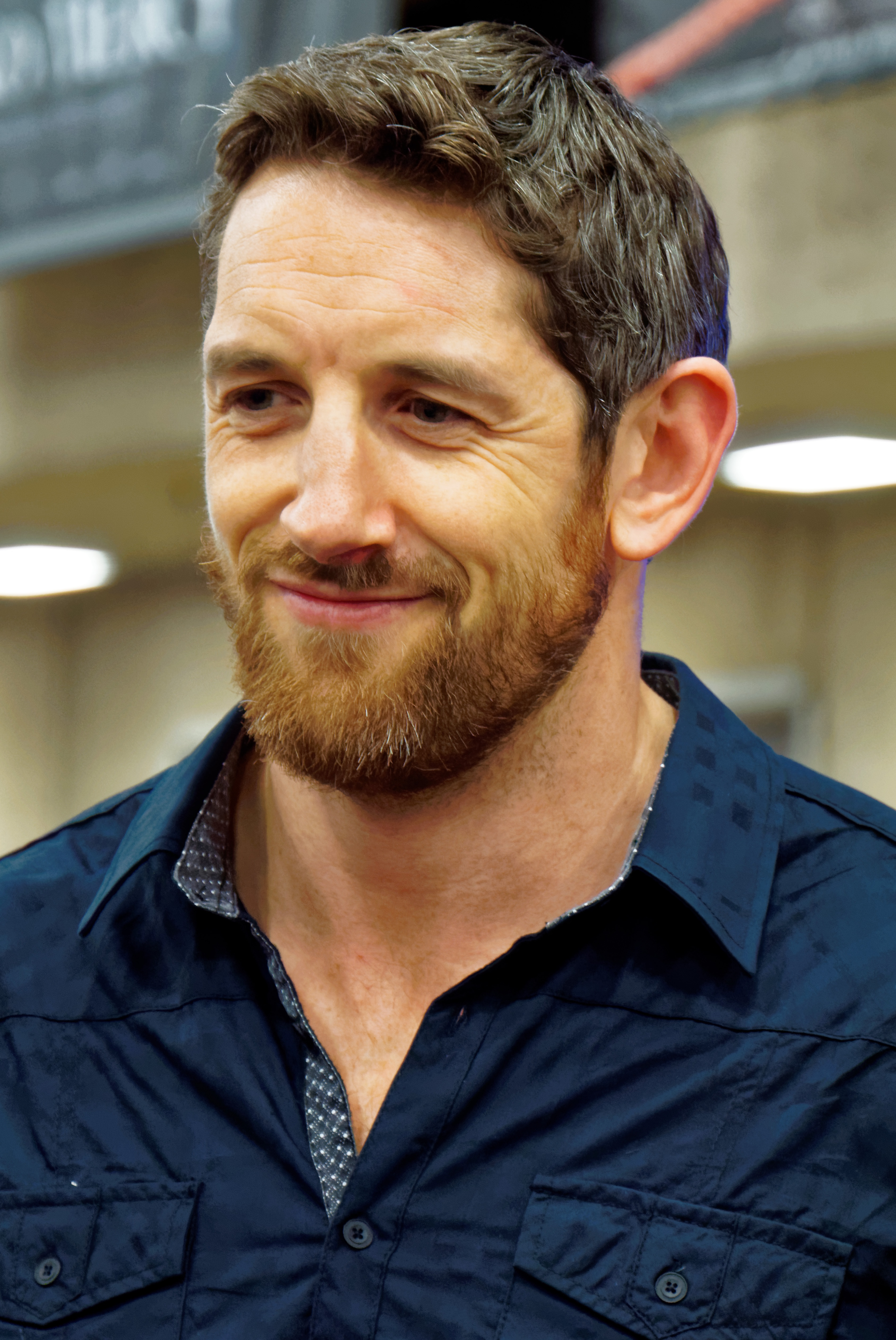
بَرِت در مارس ۲۰۱۶

استوارت الکساندر استو بنت (به انگلیسی: Stuart Alexander "Stu" Bennett)( متولد ۱۰ اوت ۱۹۸۰) که بیشتر با نام وید برت شناخته می‌شود، کشتی‌گیر بازنشسته انگلیسی−آمریکایی است. او در حال حاضر با دبلیودبلیوئی قرارداد دارد و گزارشگر کمکی برند راو است.
پس از برنده شدن در فصل اول ان‌اکس‌تی، او به برند راو درفت شد و رهبر گروه نکسوس بود، گروهی که اعضای آن متشکل از دیگر کشتی‌گیران فصل ۱ ان‌اکس‌تی بود. برت در سال ۲۰۱۰ از چهره‌های اصلی پنج پی‌پرویوی WWE در آن سال بود؛ سامراسلم، شب قهرمانان، بِرَگینگ رایتز، سروایور سریز و تی‌ال‌سی که در سه مورد مسابقه او برای عنوان قهرمانی دبلیودبلیوئی بود، هر چند در هر سه مورد ناموفق بود. پس از گروه نکسوس، او به صورت تک‌نفره به مسابقه پرداخت و موفق شد پنج بار قهرمان کمربند بین قاره‌ای شود. برت در سال ۲۰۱۵ نیز قهرمان تورنومنت کینگ آف د رینگ شد.
او در سال ۲۰۱۶ دبلیودبلیوئی را ترک کرد و از آن پس دیگر در هیچ کمپانی مسابقه نداده است. او تا سال ۲۰۲۰ در کمپانی‌های مستقل مشغول به فعالیت‌هایی نظیر گزارشگری و منیجری بود که بعد از آن مجددا با دبلیودبلیوئی قرارداد بست و گزارشگر برند ان‌اکس‌تی شد.